# Alta Autoritat

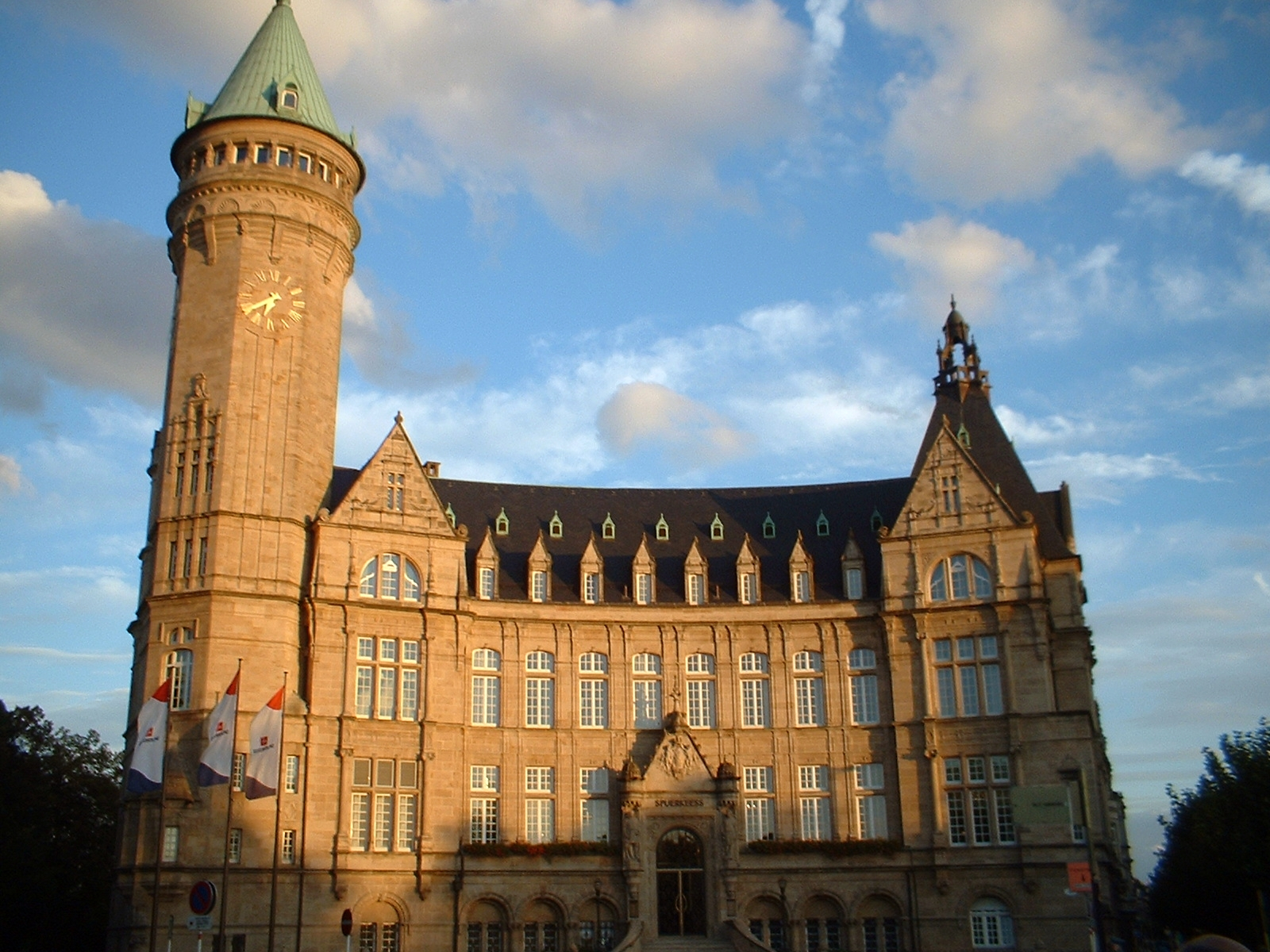
Antiga seu de l'Alta Autoritat a Luxemburg

L'Alta Autoritat era l'òrgan executiu col·legiat i supranacional de la Comunitat Europea del Carbó i de l'Acer, creada pel Tractat de París de 1951, després de la declaració de Robert Schuman. Va ser fusionada el 1965 amb les comissions de la CEE i de l'Euratom per formar una Comissió Europea única, instal·lada a Brussel·les -i no a Luxemburg com l'Alta Autoritat-.
El 23 de juliol de 1952 entra en vigor el Tractat CECA. Jean Monnet és nomenat primer president de l'Alta Autoritat -Paul-Henri Spaak era aleshores president de l'Assemblea-. Monnet dimiteix al novembre de 1954 després del fracàs de la CED. És reemplaçat l'1 de juny de 1955 per René Mayer.
Durant el Consell de Ministres de desembre de 1963, els governs dels Sis decideixen fusionar les principals institucions de les Comunitats Europees, reforma que entra en vigor l'1 de juliol de 1967, tan bon punt el Tractat de fusió de les Comunitats Europees de 1956 és ratificat.
L'Alta Autoritat era una institució supranacional, les seves decisions en el camp del carbó i de l'acer tenien un valor jurídic obligatori per als Estats membres. Es tracta d'una de les rares ocasions on una institució europea rebia un poder superior al dels seus Estats membres.
Aquesta institució estava composta per nou membres. Vuit d'aquests membres, polítics i industrials, eren nominats mitjançant consens pels Estats membres. L'Alta Autoritat es va reunir per última vegada el 28 de juny de 1967.

## Presidents

### President
El President era elegit pels altres membres designats, i no directament pels Estats membres -com és el cas de l'actual President de la Comissió Europea-.
| President        | Estat   | Inici mandat           | Finalització mandat    | Autoritat                |
| Jean Monnet      | França  | 10 d'agost de 1952     | 3 de juny de 1955      | Autoritat Monnet         |
| René Mayer       | França  | 3 de juny de 1955      | 13 de gener de 1958    | Autoritat Mayer          |
| Paul Finet       | Bèlgica | 13 de gener de 1958    | 15 de setembre de 1959 | Autoritat Finet          |
| Piero Malvestiti | Itàlia  | 15 de setembre de 1959 | 22 d'octubre de 1963   | Autoritat Malvestiti     |
| Rinaldo Del Bo   | Itàlia  | 22 d'octubre de 1963   | 8 de març de 1967      | Autoritat Del Bo         |
| Albert Coppé     | Bèlgica | 8 de març de 1967      | 6 de juliol de 1967    | Autoritat Coppé interina |